# Eenbloemig wintergroen
Eenbloemig wintergroen (Moneses uniflora, basioniem: Pyrola uniflora) is een kruidachtige vaste plant die behoort tot de heidefamilie (Ericaceae). Het is een plant van vochtige, matig voedselarme, zwak zure grond in bossen. Eenbloemig wintergroen komt van nature voor in de gematigde gebieden en in de bergen van de warmere gebieden van het hele noordelijke halfrond. In Nederland komt de plant alleen op Terschelling voor. Ze staat op de Nederlandse Rode lijst van planten als zeer zeldzaam en stabiel of toegenomen.
De plant wordt 5-10 cm hoog en heeft een dunne, vertakte wortelstok (rizoom). De 1-2 cm grote bladeren zijn cirkelrond tot spatelvormig met een gekartelde-gezaagde bladrand.
Per plant wordt maar één bloem gevormd, vandaar de naam eenbloemig wintergroen. Eenbloemig wintergroen bloeit van juni tot september met witte, knikkende, 1-2 cm grote, tweeslachtige bloemen. De bloemkroon is vlak uitgespreid. De kelkslippen zijn eirond met een stompe punt. Ongeveer 1 cm onder de bloem zitten één of twee stengelblaadjes.
De vrucht is een bijna ronde, 6-8 mm grote, vijfhokkige doosvrucht met veel kleine zaden, die in de lengte in vijven open splijt. De vruchten en zaden zijn eetbaar.

## Plantengemeenschap
Eenbloemig wintergroen is een kensoort voor de klasse van naaldbossen (Vaccinio-Piceetea).

## Namen in andere talen
- Duits: Moosauge
- Engels: One-flowered Wintergreen, Single delight
- Frans: Pyrole à une fleur